# Ambodinonoka (Mananjary)
Ambodinonoka è una città e comune del Madagascar situata nel distretto di Mananjary, regione di Vatovavy-Fitovinany. 
La popolazione del comune rilevata nel censimento 2001 era pari a 18 720 unità.